# Осада Вана (1342)
Осада Ванна — общее название для четырёх осад города Ванн, которые произошли в 1342 году. Два герцога Бретани, Жан де Монфор и Карл де Блуа, соперничали за право владения городом во время Войны за бретонское наследство с 1341 по 1365 годы. Эти осады повредили город и разорили сельскую местность, которые были проданы и зафиксированы в перемирие между Англией и Францией, подписанном в январе 1343 года в Малеструа. Вмешательство папы Климпента VI спасло город, и он оставался в руках местных правителей, но, тем не менее фактически с сентября 1343 года до самого конца войны в 1365 году его контролировали англичане.

## Предыстория
В начале XIV века герцогство Бретань культурно сблизилась с британскими островами и подпала под экономическое влияние Англии, которой она поставляла соль.
В XII веке, Плантагенеты царствовали в Бретани и Дом Анжу решил воспользоваться конфликтом между уездами Нанта и герцогств Бретани и создал новое герцогство в 1156 году. Между 1189 и 1204 годами, Плантагенет Ричард Львиное сердце, а также затем Иоанн Безземельный вели борьбу против автономии Бретани, и кризис был закончен на Артуре Бретанском. Корона герцогства лежала у ног, когда Капетинг Филипп II французский разместил её на голове Пьера Моклерка.
Герцог Бретани Жан III умер 30 апреля 1341 года, не имея при этом наследника и без воли назвать преемника Карл де Блуа, муж Жанны де Пантьевр племянницы покойного герцога, и Жан де Монфор сводный брат Жана III, заявили затем свои права на герцогство. В королевстве Франции, раздираемой столетней войной, Блуа вступил в союз с французами, а Монфор выбрал союз с англичанами. Два претендента решили, подождать королевского суда.
Чувствуя, что решение короля Франции будет в пользу Карла де Блуа, Жан де Монфор решил не медлить. Он захватил герцогское сокровище в Лиможе и уехал в Нант, где он созывал бретонских дворян, для их признания. Эта практика не увенчалась успехом — бароны Бретони не пришли из-за страха репрессий — тогда он отправился 1 июня по герцогству, чтобы обеспечить контроль над крепостями. Город Ванн поэтому ему поклялся в верности.

## 1342 год

### Первая осада
В начале 1342 года, Карл де Блуа появился перед стенами города, после того как разграбил и разрушил часть пригорода, за оборонительными стенами. Городской совет начал переговоры, ведущие к последующей сдаче города с Джеффри Малеструа во главе, губернатором города, который был лоялен Жану де Монфору. Джеффри Малеструа сбегает в Энбон, а Карл де Блуа входит в город. Он остается в городе в течение пяти дней, прежде чем вернуться в Каре.

### Вторая осада
В октябре, Роберт III д'Артуа высадился в непосредственной близости от города во главе 10000 воинов. В то же время, Жанна Фландрская, в сопровождении Готье де Мауни, Гийома де Кадудалья, Ива де Тресигуди, а также 100 пехотинцев и 100 лучников, оставленные до этого в Энбоне, присоединились к Артуа.
Нападение на крепостные валы города было организовано с трех сторон Артуа, Готье де Мауни и Трезигиди. Осаждающим пришлось отступить перед обороняющимися, во главе которых был Оливье IV де Клиссон. Ночью, Артуа, в сопровождении Уильяма Монтегю, графа Солсбери, зажег два огня перед воротами города и привлек гарнизон города. В это же время небольшая группа во главе с Готье де Мэни и графом Куинфорта напали на участок стены, где не было защитников. Воины зашумели, когда показалось, что в город вторглись войска противника. Гарнизон Ванна оказался в окружении, части защитников города удалось бежать, в то время как другие были убиты. Город вернулся Монфору.
На следующий день после взятия города, графиня де Монфор прибыла в город со всеми её капитанами. Она находилась здесь в течение пяти дней, а затем вернулась в Энбон с Готье де Мауни, оставив Роберта Д’Артуа во главе англо-бретонского гарнизона. В свою очередь, Уильям Монтегю и Ив де Тресигауди поехали в Ренн.

### Третья осада
Клиссон, отсутствовал во время захвата города Артуа. Франко-бретонская армия хотела вернуть утраченные земли от имени Карла де Блуа. Клиссон создал армию из 12600 воинов, а также вместе с Роберта II Бомануар, маршала Бретани, двинулись к городу Ванн. У Д’Артуа не было времени, чтобы собрать подкрепление, и он должен был бороться, имея силы, которые оставил в ноябре. Несмотря на эти усилия, он не смог предотвратить потерю города, войска Блуа вступили в бреши, которые не были отремонтированы после последних осад. Город вновь разграбили. Во время осады Д’Артуа получил ранение, от которого умер через некоторое время после того, как он был отправлен в Лондон на лечение. Ванн был возвращен Блуа.

### Четвёртая осада
Узнав об этом, король Англии Эдуард III решил отомстить ему. Он отправился в Бретань во главе войска и осадил три города в Бретани (Ренн, Нант и Ванн). В то же время, Луис Испанский и Антонио Дориа, адмиралы Франции во главе ста тридцати галер и кораблей, нанесли удар по суднам перевозящие оружие и прочие предметы англичан. После потери нескольких кораблей, Эдуард III, чтобы спасти свой флот разделил его: часть отправил в Брест, а другую часть в Энбон. Все английские силы были сосредоточены на осаде Ванна, которая началась 5 декабря 1342 года. В письме сыну, он назвал город, как Meilleure (с французского лучший) «лучший город в Бретани после города Нанта[…], на берегу моря и хорошо защищен». Прибыв к крепостной стене, он начал штурм, длившийся шесть часов. На протяжении всей осады окрестности вокруг города систематически разграблялись. Во время одной из ежедневных вылазок во время осады, Клиссон был взят в плен. Что касается английской стороны, Ральф, барон Стаффорд, попал в плен к защитникам города. Между тем, король Франции Филипп VI собрал армию в 50000 человек и поставил во главе армии своего сына, будущего короля Жана II. Эта армия вошла в Бретань и остановилась в Плоэрмеле. Вмешательство двух легатов папы Климента VI позволило избежать конфронтации между двумя армиями: они получили три года перемирия, которое было подписано в Малеструа 19 января 1343 года. Осада Ванна была снята и город был передан в предварительном порядке легатам.

## Последствия

### Английская оккупация
В соответствии с положениями договора подписанного в январе 1343 года в городе были поставлены легаты папы Климента VI, которые выполняли роль губернаторов. Для Филиппа VI, постановление Конфлана урегулировало вопрос о преемственности Жана III: поэтому был договор, для суда Франции и Римом, благоприятный для Карла де Блуа. Поэтому легаты планировали впоследствии отдать обратно крепость королю Франции.
Удачно для Жана де Монфор, граждане Ванна поддерживали его, поэтому папские агенты уехали через несколько месяцев после подписания договора. Английские войска оккупировали город в сентябре 1343 года. Они оставались в городе в течение двадцати лет, до договора в Геранде 1365 года.
Отмечено, что во время оккупации у Ванна было замедление активности. Когда закончилась осада, окружающие деревни и пригороды были уничтожены. Восстановление не могло состояться, пока война продолжалась, тем не менее, город преимущественно богател от сложившейся ситуации англичан во Франции, теперь город значительно увеличил торговлю не только с оккупированными портами Бордо и Ла-Рошель, но ещё и с портами Англии. Кроме того, городской совет получил усиление своих прерогатив и автономии. Например, они должны были направлять своих представителей с 1352 года на Совет Бретани.
С 1365 года под руководством герцога Жана IV, Ванн стал процветать вновь. Тем не менее, следы прошлой войны ещё очень долго были видны в городском пейзаже. Позже герцог решил восстановить разрушенные стены, отремонтировать ворота и увеличить городские стены. Огороженная защитной стеной территория города была увеличена на юг до самого порта, так площадь в стенах увеличилась вдвое. Желая получить прибыль от более центрального положения города по сравнению с другими в его герцогстве (по сравнению с городами Ренн или Нант), он также построил здесь новую герцогскую крепость — замок Эрмине построенные в 1379 году после возвращения из изгнания герцога, Ванн станет центром княжеской власти в течение нескольких десятилетий.

### Обезглавливание Оливье IV де Клиссона
Оливье де IV Клиссон был военным губернатором Ванна, воевавший на стороне Карла де Блуа и короля Франции, но англичане взяли город после четвёртой осады Ванна в 1342 году. Плененный, Оливье IV был доставлен в Англию где был освобожден в течение относительно небольшого времени. Исходя из факта, что для выкупа требовалась аномально малая сумма, король Франции Филипп VI и его советники подозревали то, что Клиссон был сообща с королём Эдуардом III английским. Уличенный в предательстве Оливье привезли в Париж, где он был казнен через отсечение головы по приказу французского монарха 2 августа 1343 года. Это поспешное исполнение шокировало дворянство, считая Клиссона виновным в государственной измене, при этом не продемонстрировал это публично, так как это решение было принято королём, оно было без процесса обвинения, кроме того понятие измены для дворян не было таким же как сегодня. Они утверждали, что у них есть право выбора, к кому предоставить свою верность, тем кто этого достоин по их мнению. Теперь, казнь Оливье IV сопровождалась ещё и посмертным унижением. Его тело было подвешено за подмышки на зловещего вида вилах, что находились на помосте Монтфакон в Париже, а затем его голова была посажена на воротах Совту в Нанте, в то время как остальная часть его трупа была выставлена на воротах Парижа, где с этими беззащитными останками творились ужасные бесчинства.
Вдова Оливье IV, Жанна де Бельвиль, заклинала своих сыновей Оливье и Гийома, отомстить за своего отца. Многие лорды поддержали её; и вместе с ними, она начала войну благодаря королю и Карлу де Блуа. Она посвятила свою судьбу, чтобы восстановить армию и напасть на французские лагеря в Бретани. В опасности на земле, она вооружила два корабля и в сопровождении двух своих сыновей, вела войну с пиратством и французскими кораблями. Эта сага закончилась тогда, когда несколько военных кораблей короля Франции захватили корабли Жанны де Бельвиль, которыми она управляла и спаслась с двумя сыновьями на спасительной шлюпке. Следующие пять дней стали фатальными для Гийома, который умер от жажды, холода и истощения. Оливье и его мать доставили в Морле город некоторых сторонников Монфора, врагов короля Франции.

## В культуре
Вторая и третья осады Ванна косвенно являются темой последней сцены последнего эпизода («Лилия и лев») франко-итальянского телесериала «Проклятые короли», снятого в 2005 году. В этой сцене д'Артуа, вопреки историческому факту, умирает непосредственно от ран, нанесенных во время третьей осады, вместо того, чтобы быть переправленным в Лондон для лечения. Тем не менее, упоминается его захоронение в соборе Святого Павла. Жестокость боев, хотя и подразумевается, присутствует на протяжении всей сцены (атмосфера, руины, река, наполненная кровью).

## Комментарии
1. ↑  According to an older source (Joseph-Marie Le Led 'historical topography of the city of Vannes, 1897), an attack took place on the eve of negotiations. This is after it is decided a truce, during which the decision to make the city was taken.